# Prunus angustifolia
Prunus angustifolia es una especie de arbusto perteneciente a la familia de las rosáceas, nativa de Norteamérica.  Era cultivada por los pueblos indígenas norteamericanos antes de la llegada de los europeos.

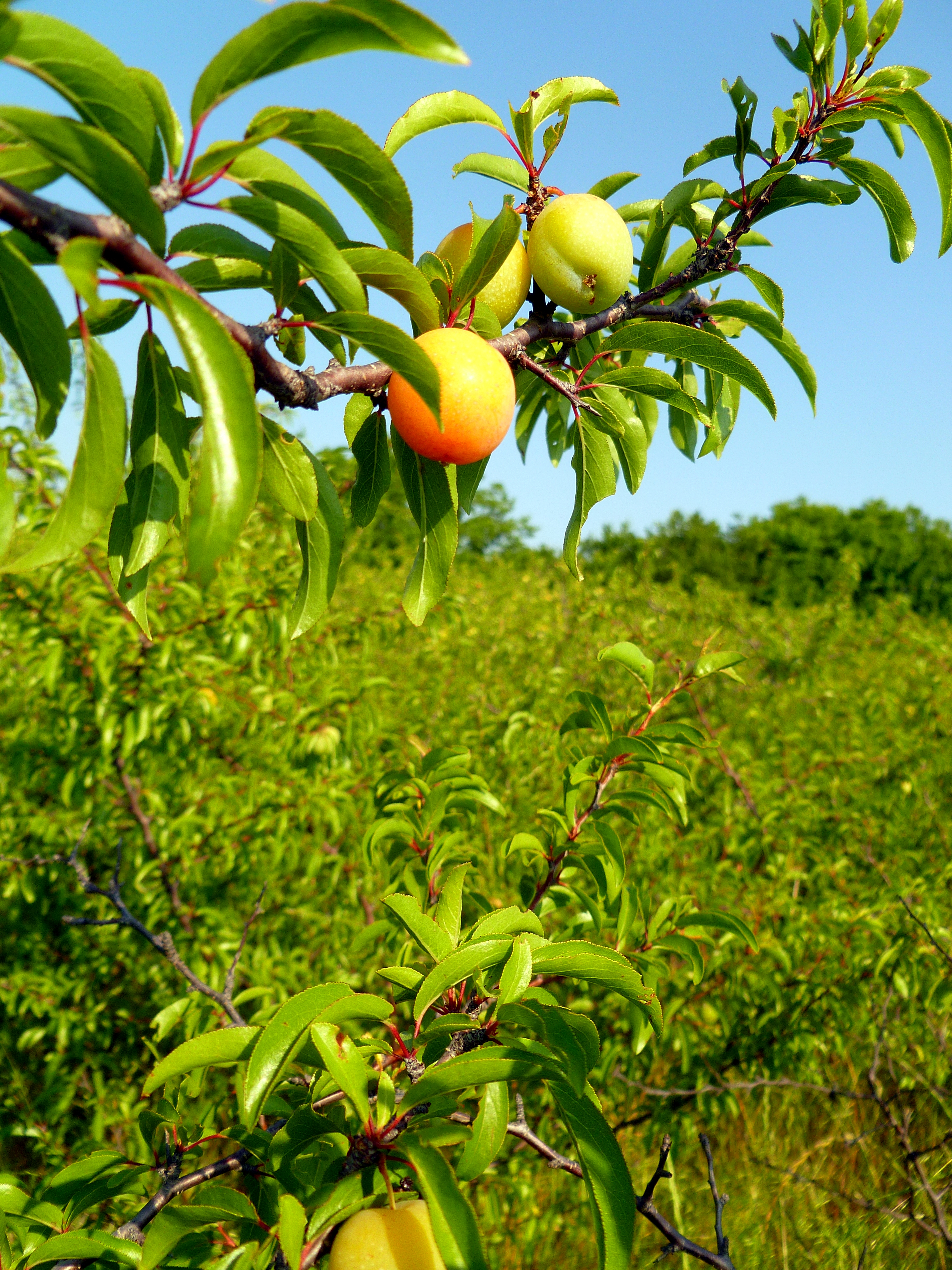
Prunus angustifolia flores y fruto.

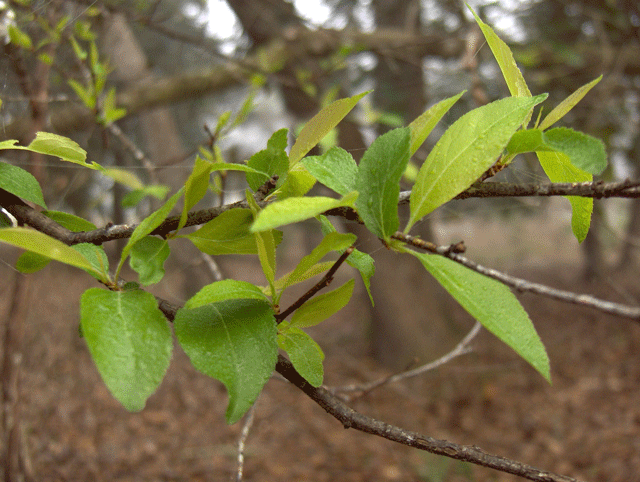
Hojas.

## Descripción
Prunus angustifolia  alcanza un tamaño de 3,5 a 6 m de alto y 5 m de ancho con una forma irregular. Tiene una corteza escamosa,  casi negra. Sus ramas son de color rojizo con unas púas como espinas, con ramas laterales pequeñas. En febrero, marzo, abril y mayo produce pequeñas flores blancas  de 8 de 9 mm de ancho, junto con las ciruelas rojas, de hasta 25 mm de largo. Las flores tienen cinco pétalos blancos con anteras de color rojizo o anaranjado. Las ciruelas maduran a finales del verano. Es una planta perenne. Requiere una baja y media cantidad de agua para crecer, y prospera en el suelo seco, arenoso o suelto. Crece mejor en áreas con luz solar normal o zonas de sombra parcial. En las zonas de sol será más densa y gruesa para formar colonias . En las zonas de sombra parcial, será más delgada, menos densa, y cada planta  más dispersa.

## Distribución y hábitat
Es nativa de los Estados Unidos donde crece en suelos secos y arenosos, como los bosques abiertos, bordes de bosques, claros de los bosques, las sabanas, praderas, llanuras, praderas, pastizales y bordes de carreteras.

## Usos
Tienden a florecer a principios de la primavera. Debido a que florecen temprano en la primavera, antes de la floración de otras muchas plantas, y requieren muy poco mantenimiento, a menudo se utilizan en la horticultura para uso ornamental. Se encuentran a lo largo de muchas carreteras, especialmente en la parte sur de los Estados Unidos. La fruta es la alimentación de varios animales. También proporciona cobertura para los sitios de anidación. Las frutas maduras son ligeramente ácidas, pero se puede comer o se hacen  en jaleas, postres y conservas. Debido a su corteza atractiva, las hojas pequeñas y las ramas delgadas, también se utiliza a veces como bonsái.

## Taxonomía
Prunus angustifolia fue descrita por Humphrey Marshall y publicado en Arbustrum Americanum 111, en el año 1785.
Etimología
Ver: Prunus: Etimología
angustifolia: epíteto latíno que significa "con hojas estrechas"